# Gwiazdozbiór Jednorożca

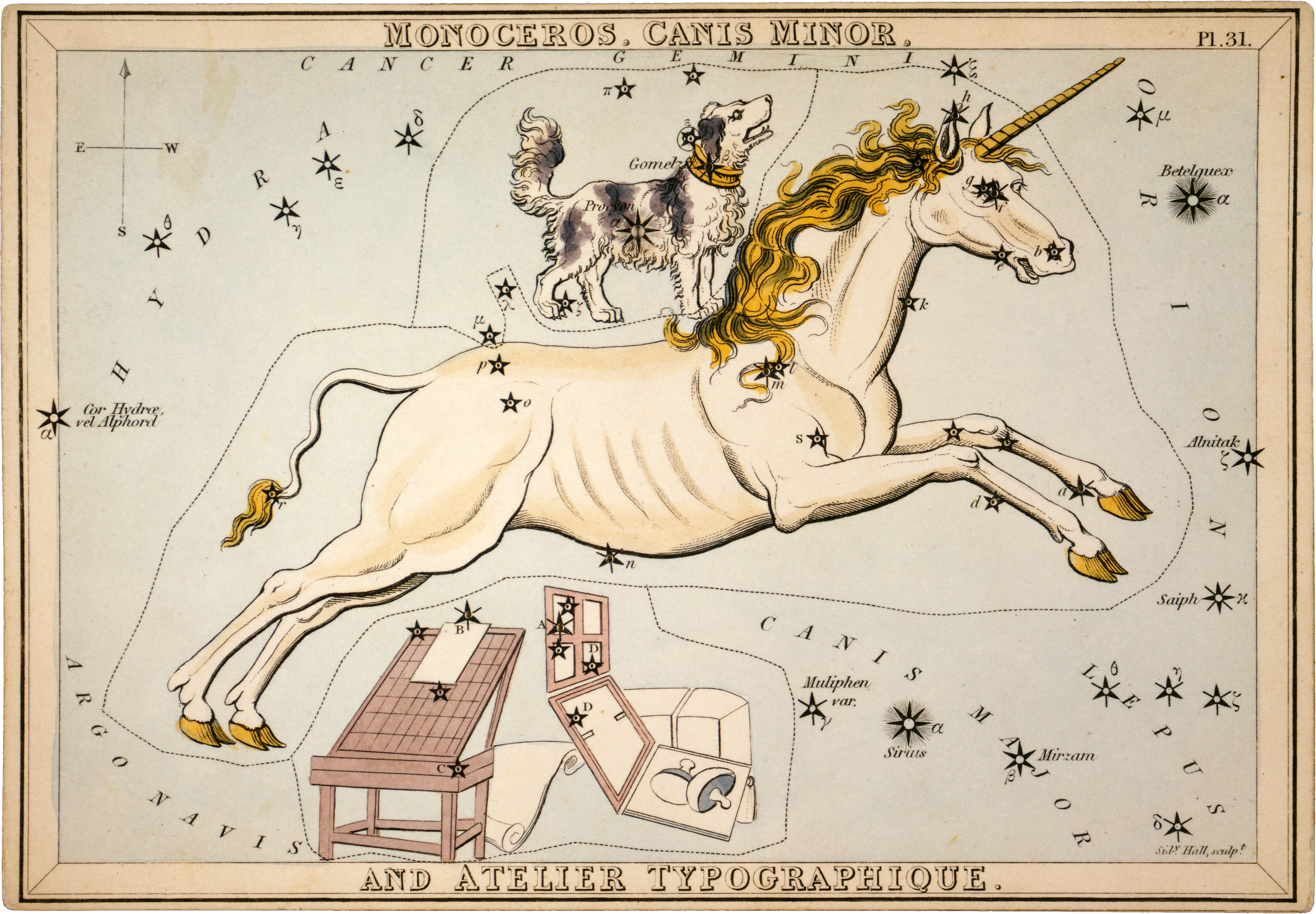
Artystyczne przedstawienie gwiazdozbioru z 1825

Jednorożec (łac. Monoceros, dop. Monocerotis, skrót Mon) – 35. co do wielkości, słabo widoczna konstelacja nieba południowego. Znajduje się bardzo blisko równika niebieskiego i dzięki temu może być obserwowana na szerokości geograficznej Polski w miesiącach zimowych.
Ten stosunkowo nowy gwiazdozbiór, wprowadzony na niebo dopiero w XVII stuleciu, składa się ze słabych gwiazd. Liczba gwiazd dostrzegalnych nieuzbrojonym okiem wynosi około 80. Znajdziemy go w Drodze Mlecznej między Syriuszem a Procjonem. Znajduje się w nim kilka otwartych gromad gwiazd. Takie nieregularne skupienia nazywamy także gromadami galaktycznymi, ponieważ występują w pasie Drogi Mlecznej. Liczą one od kilkudziesięciu do tysiąca gwiazd, a ich wiek wynosi najczęściej kilka milionów lat.

## Geneza
Gwiazdozbiór zajmuje całkiem spory obszar nieba, ale ponieważ ani jedna ze starożytnych kultur nie łączyła z nim żadnej figury, więc nie ma związanej z nim opowieści mitologicznej. Legendarny rumak z długim skręconym rogiem pojawiał się wielokrotnie w różnych kulturach i tradycjach jako symbol siły, oczyszczenia, niewinności i zdrowia. Motyw jednorożca nie pojawia się w mitologii greckiej, ponieważ zwierzę traktowane jest bardziej jako istniejący fenomen przyrody znany z opowieści ludzi, którzy rzekomo mieli z nim kontakt, niż stworzenie o boskim rodowodzie. Sprawa obrosła w ciągu wieków legendą, a jednorożce na stałe weszły do piśmiennictwa i kanonów sztuki. Ten gwiazdozbiór nieba równikowego został zaproponowany w 1624 roku przez niemieckiego astronoma Jakoba Bartscha, przypisywany jest również Janowi Heweliuszowi, który jako pierwszy zamieścił go w wydanym (pośmiertnie) w 1690 roku atlasie Firmamentum Sobiescianum. Zasługę stworzenia gwiazdozbioru przypisuje się także Petrusowi Planciusowi, który wyrysował go w 1624 roku na swoim globusie niebieskim. Prawdopodobnie inspirację czerpał z Pisma, gdzie czasem wspomina się stworzenie zwane jednorożcem. Nowa konstelacja szybko została przyjęta przez innych astronomów i tak zostało do dzisiaj. Przedstawiany jako rumak z rogiem na czole, nawiązuje do legendarnego jednorożca, symbolu niewinności i rozwagi.

## Gwiazdy Jednorożca
Chociaż gwiazdozbiór znajduje się ściśle na Drodze Mlecznej, to nie ma w nim jasnych gwiazd. Alfa i Beta leżą w środkowej strefie czwartej wielkości, a pozostałe gwiazdy są piątej wielkości lub słabsze. Nawet przy idealnie ciemnym niebie nie można dostrzec w tych gwiazdach jakiegokolwiek podobieństwa do bajkowego jednorożca. Tło Drogi Mlecznej jest w Jednorożcu dużo bledsze niż w większości innych miejsc, ponieważ tutaj patrzymy na zewnątrz, w kierunku krawędzi naszej galaktyki.
- Najjaśniejsza – Beta Monocerotis (β Mon) – to układ potrójny gwiazd. Składa się z dwóch gwiazd piątej wielkości i jednej gwiazdy szóstej wielkości, przy czym dwie bledsze gwiazdy znajdują się blisko siebie, a najjaśniejsza krąży wokół tej pary. Wszystkie trzy są gwiazdami typu B, najjaśniejsza z nich jest olbrzymem, a cały ten układ jest odległy od nas o 690 lat świetlnych. Nieuzbrojonym okiem układ ten jest widoczny jako jedna gwiazda o jasności widzialnej wynoszącej 3,76m[1][3].
- α Mon, typ widmowy K0 III, jasność 3,94m, odległość 144 lata świetlne.
- γ Mon, typ widmowy K3 III, jasność 3,99m, odległość 640 lat świetlnych[4].
- W pobliżu Mgławicy Rozeta znajduje się Gwiazda Plasketta, jeden z najbardziej masywnych układów podwójnych, jakie znamy, odległy od Ziemi o około 5245 lat świetlnych[5]. Składnikami układu są hiperolbrzymami typu widmowego O, 54 i 56 razy masywniejszymi od Słońca; krążą wokół siebie z okresem zaledwie 14,4 dni. Wspólnie są jaśniejsze od Słońca ponad 300 tysięcy razy[6].

## Interesujące obiekty
Jednorożec ma mnóstwo gromad otwartych i mgławic, a co najmniej dziesięć z nich to doskonałe obiekty do obserwacji.
- Interesującym obiektem w Jednorożcu jest mgławica w kształcie róży, zwana Rosettą (Róża). Tworzy ją olbrzymia kula gazowa o średnicy pięćdziesięciu lat świetlnych, oddalona od nas o trzy tysiące lat świetlnych. Z różnymi częściami tego obszaru związane są różne obiekty z katalogu NGC – (2237, 2238 i 2246). Wewnątrz mgławicy znajduje się młoda gromada otwarta NGC 2244, powstała z materii mgławicy. Światło młodych gwiazd znajdujących się w gromadzie jest częściowo pochłaniane i reemitowane przez samą mgławicę, czyniąc ją w ten sposób wspaniałym obiektem obserwacyjnym[3]. 10-centymetrowy teleskop pokazuje długi prostokąt, utworzony przez sześć gwiazd, otoczony wieloma bledszymi gwiazdami. Większe teleskopy pokażą olbrzymi wieniec niezwykle bladej mgławicowości otaczający tę grupę[1]. Obecnie naukowcy z National Optical Astronomy Observatory (NOAO) w Arizonie obserwują szczegółowo obszary gwiazdotwórcze w mgławicy Rozety, aby dokładnie zbadać proces powstawania nowych gwiazd[3].
- Gromada Choinka (NGC 2264) to kolejny jasny okaz, główne jej gwiazdy tworzą zarys w kształcie choinki.
- W pobliżu, dokładnie na południe od tej gromady, znajduje się słynna Mgławica Stożek, ale normalnie nie da się jej dostrzec przez amatorskie teleskopy.
- Mgławica planetarna NGC 2346, którą dobrze widać za pomocą 20-centymetrowego teleskopu[1]. Osobliwość tej mgławicy polega na tym, że jej gwiazda centralna jest w rzeczywistości bardzo blisko związaną parą gwiazd, okrążających się nawzajem w ciągu 16 dni. Uważa się, że ten układ podwójny był początkowo znacznie wyraźniej rozdzielony, jednak jeden ze składników układu zwiększył swoje rozmiary, stał się czerwonym olbrzymem i dosłownie połknął swojego kompana[1].
- NGC 2232 to trójkątna gromada otwarta.
- M50 to gromada otwarta odkryta przez Charles’a Messiera. Jest to jeden z jaśniejszych obiektów tego typu w konstelacji. Oddalony jest o blisko 3200 lat świetlnych i rozciąga się na obszarze 15 na 20 minut łuku. Gromada składa się z około 200 gwiazd, głównie młodych obiektów typu B. Szacunkowy wiek gromady wynosi 78 milionów lat[3].

W lutym 2009 roku satelita COROT odkrył planetę o parametrach fizycznych zbliżonych do Ziemi. Poza bardzo krótkim okresem obiegu gwiazdy, wynoszącym zaledwie 20,4 godziny, masa (niecałe pięć razy większa od Słońca) oraz średnica (mniej niż dwa razy większa od ziemskiej), czynią z planety COROT-7 b – przynajmniej na razie (2009 i 2010 rok) – obiekt najbardziej podobny do Ziemi (choć część naukowców sądzi, że jest to jądro gazowego olbrzyma podobnego do Saturna, którego zewnętrzna, gazowa atmosfera została zerodowana przez wiatr gwiazdy).

## Wybuch w Jednorożcu
W styczniu 2002 niepozorna gwiazda V838 Monocerotis (V838Mon) nagle pojaśniała, nikt nie spodziewał się, że dana jej chwila sławy będzie trwała co najmniej kilka lat. Przyczyną kosmicznej „eksplozji” było zderzenie i zlanie się dwóch obiektów – gwiazdy ciągu głównego typu B3 lub B4 i protogwiazdy o małej masie (rzędu 0,1 masy Słońca). W trakcie „wybuchu” V838 Mon była 600 tysięcy jaśniejsza niż Słońce, stając się tym samym najjaśniejszym obiektem Drogi Mlecznej. Cykl zdjęć wykonanych przez HST przedstawia zjawisko zwane echem świetlnym rozchodzącym się wokół gwiazdy. Wbrew pozorom spektakularna otoczka nie jest materią wyrzucaną przez gwiazdę podczas „wybuchu”, a odbitym od znajdującego się tam na długo przed samą „erupcją” pyłu międzygwiezdnego światłem pochodzącym z kosmicznej „eksplozji”. Wyemitowane przez gwiazdę światło spotkało na swojej drodze cząsteczki pyłu, które spowodowały jego rozproszenie, przez co dotarło do Ziemi miesiąc później niż promieniowanie samego „wybuchu” rejestrowanego przez teleskopy jako nagłe pojaśnienie obiektu. Doskonała jakość zdjęć przedstawiających echo świetlne pozwoliło na dokładne przestudiowanie otoczenia gwiazdy. Pochodzące z HTS niezwykłe zdjęcia echa świetlnego gwiazdy stały się najpopularniejszymi astrofotografiami: pojawiły się na kalendarzach, okładkach książek i płyt, a nawet jako wzory tatuaży.

## Roje meteorów
Z Jednorożca promieniuje rój meteorów zwany Alfa Monocerotydami, który osiąga maksimum około 21 listopada. Pochodzi prawdopodobnie z rozpadu komety C/1943 W1 van Gent-Peltier-Daimaca.
Drugi z rojów jest pozostałością po komecie C/1917 F1 (Mellish), odkrytej w 1917 roku. Monocerotydy są rojem słabym, dającym zaledwie kilka zjawisk w ciągu godziny.